# Ernest Wickersheimer

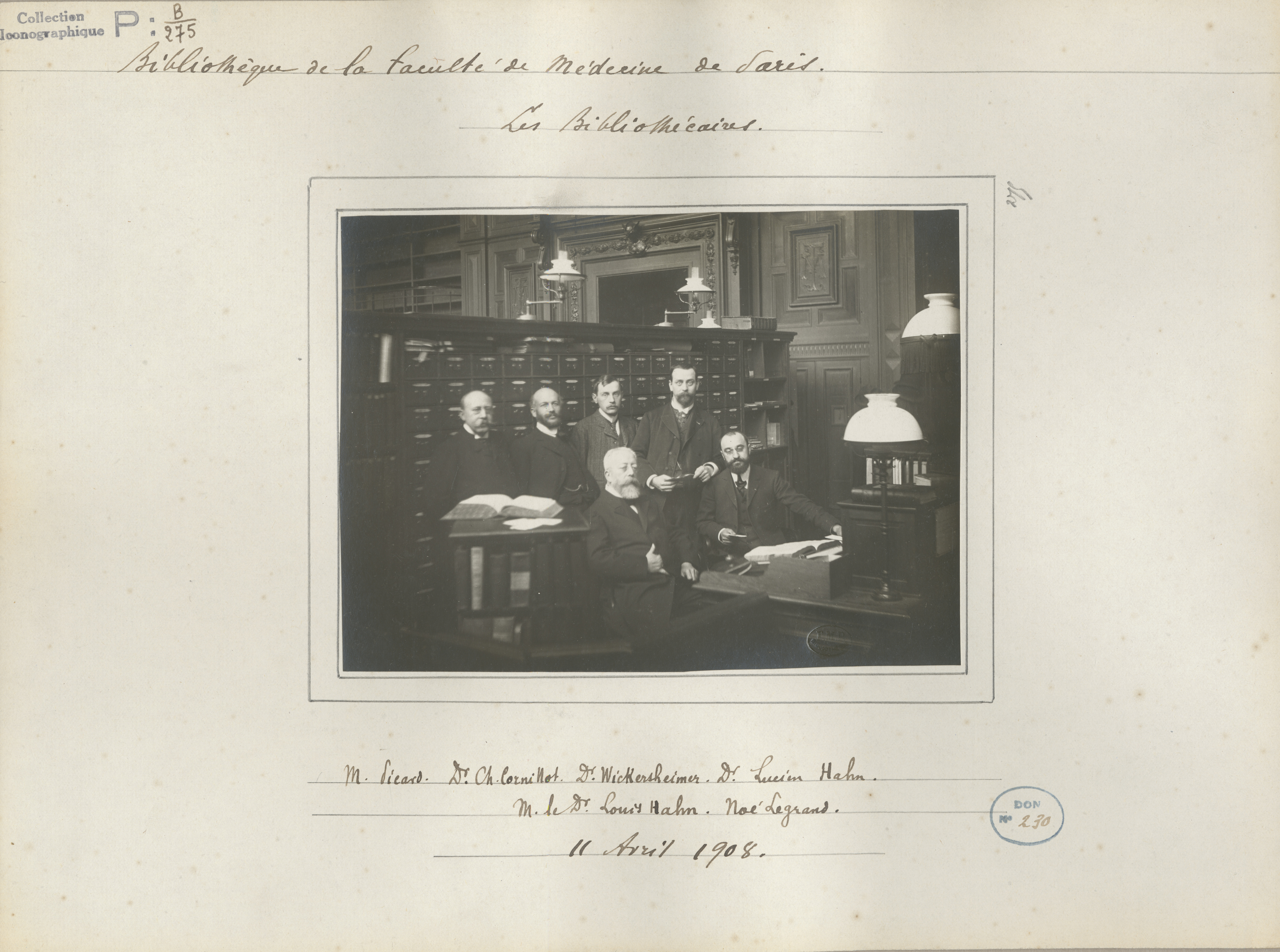
Ernest Wickersheimer in der medizinischen Bibliothek Paris (dritter von links, 1908)

Charles Adolphe Ernest Wickersheimer (geboren am 12. Juli 1880 in Bar-le-Duc; gestorben am 6. August 1965 in Straßburg) war ein französischer Arzt, Medizinhistoriker und Bibliothekar.

## Leben
Ernest Wickersheimers Vater war französischer Militärarzt, der aus dem Elsaß stammte, welches ab 1870 zum Deutschen Kaiserreich gehörte. Er studierte Medizin in Paris, wandte sich der Geschichte der Medizin zu und wurde 1905 mit der Dissertation La médecine et les médecins en France à l’épogue de la Renaissance promoviert. Ab 1906 machte er eine Ausbildung zum Bibliothekar in der Bibliothek der medizinischen Fakultät der Universität von Paris. Er absolvierte dabei 1907 ein halbjähriges Praktikum an der Universität Jena, arbeitete bei Karl Sudhoff an der Universität Leipzig und publizierte einige deutschsprachige Artikel im Archiv für Geschichte der Medizin. 1910 wurde er zum Bibliothekar der Académie de Médecine ernannt. Im Ersten Weltkrieg wurde er als Militärarzt eingezogen und erhielt als Auszeichnung das Croix de Guerre.
Als nach Kriegsende das Elsass wieder zu Frankreich geschlagen wurde, wurde Wickersheimer zum Direktor der Straßburger Universitätsbibliothek ernannt, die 1926 den Status der Bibliothèque nationale et universitaire de Strasbourg erhielt und den französischen Universitätsbibliotheken gleichgestellt wurde. Mit der deutschen Besetzung Frankreichs 1940 verlor er seine leitende Funktion. Ab 1945 machte er sich an den erneuten Wiederaufbau der Bibliothek, im Jahr 1950 ging er in den Ruhestand.
Wickersheimer arbeitete neben seiner Leitungsfunktion weiterhin als Medizinhistoriker und publizierte 1936 das Dictionnaire biographique des médecins en France au Moyen-Ãge. Er veröffentlichte über 230 Artikel und Buchbeiträge. Im Jahr 1955 wurde Wickersheimer in der Sektion Wissenschafts- und Medizingeschichte als Mitglied in die Deutsche Akademie der Naturforscher Leopoldina aufgenommen. Er war Mitglied der Académie internationale d’histoire des sciences. 1948 wurde Wickersheimer zum Offizier der Ehrenlegion ernannt und 1960 zum Ehrendoktor der Universität Frankfurt am Main.  Er starb 1965 in Straßburg und fand seine letzte Ruhestätte auf dem Friedhof Saint-Urbain (Sektion 6-715.)

## Schriften (Auswahl)
- La médecine et les médecins en France à l'époque de la renaissance. A. Maloine, Paris 1905 (Digitalisat).
- Une version en bas-allemand de Guy de Chauliac. In: Janus. Band 14, 1909, S. 486–490.
- Nicolaus Prepositus, ein französischer Arzt ums Jahr 1500. In: Archiv für Geschichte der Medizin. Band 5, 1911, S. 302.
- Commentaires de la Faculté de médecine de l'Université de Paris (1395-1516), publié avec une introduction et des notes. Imprimerie nationale, Paris 1915 (Digitalisat).
- Le beaume et ses vertues. In: Bull. soc. hist. pharm. Band 10, Nr. 1, (Paris) 1922, S. 40–45.
- Dictionnaire biographique des médecins en France au moyen âge. 2 Bände. E. Droz, Paris 1936; Neudruck Genf 1979 mit einem Supplement von Danielle Jacquart (= École pratique des Hautes Études, sect. IVe: Centre de recherches d’histoire et de philologie, V: Hautes Études médiévales et modernes. Band 35).[2]

Bibliographien
- Jubilé scientifique du Dr. Wickersheimer. In: Histoire de la médecine. 1960, S. 102–110.
- Les manuscrits latins de médecine du haut moyen âge dans les bibliothèques de France. Paris 1966 (= Documents, études et répertoires. Band 11).